# Communauté de communes Isle et Crempse en Périgord
Die Communauté de communes Isle et Crempse en Périgord ist ein französischer Gemeindeverband mit der Rechtsform einer Communauté de communes im Département Dordogne in der Region Nouvelle-Aquitaine. Sie wurde am 15. September 2016 gegründet und umfasst 25 Gemeinden. Der Verwaltungssitz befindet sich im Ort Mussidan.

## Historische Entwicklung
Der Gemeindeverband entstand mit Wirkung vom 1. Januar 2017 durch die Fusion der Vorgängerorganisationen
- Communauté de communes du Mussidanais en Périgord und
- Communauté de communes du Pays de Villamblard.[3]

Mit Wirkung vom 1. Januar 2019 wurden die bis dahin selbstständigen Gemeinden Maurens, Laveyssière, Saint-Jean-d’Eyraud und Saint-Julien-de-Crempse zur Commune nouvelle Eyraud-Crempse-Maurens zusammengelegt, die zum Gemeindeverband aufgenommen wurde. Dadurch verringerte sich die Anzahl der Mitgliedsgemeinden von 28 auf 25.

## Mitgliedsgemeinden
| Gemeinde                                           | Einwohner 1. Januar 2022 | Fläche km² | Dichte Einw./km² | Code INSEE | Postleitzahl |
| -------------------------------------------------- | ------------------------ | ---------- | ---------------- | ---------- | ------------ |
| Beaupouyet                                         | 558                      | 22,63      | 25               | 24029      | 24400        |
| Beauregard-et-Bassac                               | 308                      | 12,02      | 26               | 24031      | 24140        |
| Beleymas                                           | 281                      | 16,07      | 17               | 24034      | 24140        |
| Bourgnac                                           | 352                      | 9,06       | 39               | 24059      | 24400        |
| Campsegret                                         | 398                      | 13,83      | 29               | 24077      | 24140        |
| Clermont-de-Beauregard                             | 123                      | 6,24       | 20               | 24123      | 24140        |
| Douville                                           | 456                      | 19,91      | 23               | 24155      | 24140        |
| Église-Neuve-d’Issac                               | 122                      | 16,67      | 7                | 24161      | 24400        |
| Eyraud-Crempse-Maurens                             | 1.666                    | 50,51      | 33               | 24259      | 24140        |
| Issac                                              | 437                      | 23,32      | 19               | 24211      | 24400        |
| Les Lèches                                         | 383                      | 21,58      | 18               | 24234      | 24400        |
| Montagnac-la-Crempse                               | 391                      | 25,49      | 15               | 24285      | 24140        |
| Mussidan                                           | 2.778                    | 3,85       | 722              | 24299      | 24400        |
| Saint-Étienne-de-Puycorbier                        | 109                      | 13,54      | 8                | 24399      | 24400        |
| Saint-Front-de-Pradoux                             | 1.157                    | 9,01       | 128              | 24409      | 24400        |
| Saint-Georges-de-Montclard                         | 279                      | 13,68      | 20               | 24414      | 24140        |
| Saint-Hilaire-d’Estissac                           | 126                      | 6,14       | 21               | 24422      | 24140        |
| Saint-Jean-d’Estissac                              | 158                      | 12,86      | 12               | 24426      | 24140        |
| Saint-Laurent-des-Hommes                           | 1.022                    | 31,94      | 32               | 24436      | 24400        |
| Saint-Louis-en-l’Isle                              | 311                      | 2,82       | 110              | 24444      | 24400        |
| Saint-Martin-des-Combes                            | 203                      | 13,99      | 15               | 24456      | 24140        |
| Saint-Martin-l’Astier                              | 140                      | 9,40       | 15               | 24457      | 24400        |
| Saint-Médard-de-Mussidan                           | 1.619                    | 24,45      | 66               | 24462      | 24400        |
| Saint-Michel-de-Double                             | 228                      | 29,48      | 8                | 24465      | 24400        |
| Villamblard                                        | 870                      | 20,43      | 43               | 24581      | 24140        |
| Communauté de communes Isle et Crempse en Périgord | 14.475                   | 428,92     | 34               | –          | –            |